# Barra de São Miguel (Alagoas)
Barra de São Miguel é um município brasileiro localizado na Região Metropolitana de Maceió, no Estado de Alagoas. Encontra-se a 09º50'24" de latitude sul e 35º54'28" de longitude oeste, a uma altitude de 2 metros. Sua população, conforme estimativas do IBGE de 2018, era de 8 264 habitantes.
Possui uma área de 76,96 km².

## História
Até a metade do século XVI, o território onde é atualmente ocupado pela Barra de São Miguel foi aldeamento dos índios Caetés, conhecidos pela prática da antropofagia. Segundo a história, eles teriam devorado o bispo Dom Pero Fernandes Sardinha, que veio de Portugal para catequizar a região. Ele teria trazido, então, uma imagem de Santa Ana, que foi abandonada com o ataque dos índios e resgatada anos depois.
A área, de excelente localização geográfica, transformou-se num movimentado núcleo de pescadores. Manoel Gonçalves Ferreira montou um estaleiro para a fabricação de embarcações, que ficaram conhecidas em todo o país e deram emprego aos "experimentos mestres" do local. Foi de lá que saiu o maior navio nordestino da época, o "Sane-Duarte", e também o maior iate, "Claudio Dubeux". Com a instalação de novos estaleiros e o início do transporte rodoviário, por volta de 1930, a Barra entrou em declínio, que levou carpinteiros e calafatas ao êxodo para novas indústrias.
A autonomia administrativa ocorreu por força de interesses políticos. Somente em 1963, a Barra foi elevada à condição de município, desmembrado de São Miguel dos Campos.
Considerada a cidade balneária mais badalada de Alagoas, a Barra tem uma exuberante beleza natural, diversificada com praias de areia branca, águas cristalinas e ilhas de manguezais. De sua marina, partem diariamente embarcações para a praia do Gunga, que fica no município de Roteiro. A Barra se destaca pelos campeonatos esportivos que promove: de Pesca de Arremesso, Enduro de Moto e Jeep (abril), Nordestino de Surf (setembro), e Mountain Bike (novembro). E ainda: o Festival de Música (janeiro), Carnaval, festas juninas, festa da padroeira Nossa Senhora Santana (17 a 26/07) e Emancipação (2/08).

## Lista de ex-prefeitos
- Antônio Simões de Araújo (1963-1966)
- José Torres Filho (1966-1970)
- Leonita Vieira Cavalcante (1970-1973)
- Carlito Lima (1974-1977)
- Marinete Lins Saldanha (1977-1982)
- Maria Angélica Cavalcante (1983-1988)
- Reginaldo Andrade (1989-1992)
- Maria Angélica Cavalcante (1993-1996)
- Lúcio Flávio Costa Cruz (1997-2000)
- Robson Vieira (2001-2004)
- Reginaldo Andrade (2005-2008)
- Rosinha Cavalcante (2009)
- Reginaldo Andrade (2009-2012)
- Lelo Rapôso (2012)
- Carlinhos Alves (2012)
- José Medeiros Nicolau(2013-2020)
- Benedito de Lira (2021-2025)

## Geografia
O município Barra de São Miguel subdivide-se em três partes (bairros): Barra Velha (onde a cidade começou e onde funciona grande parte do comércio local), Praia Bonita e Barra Mar (parte de veraneio). Também há grandes loteamentos, como o Arquipélago do Sol e o Alta Vista (em construção).
A Barra de São Miguel nasce nas águas do Rio Niquim, e, logo a sua frente, os recifes  suavizam as ondas do mar, dando-lhes a impressão de uma enorme piscina. Suas areias são claras e o mar é extremamente azul. Hoje é o mais badalado balneário de Alagoas.
O território atualmente ocupado por Barra de São Miguel foi aldeamento primitivo dos índios caetés, sobre os quais recai a fama de terem devorado o primeiro bispo do Brasil, Dom Pero Fernandes Sardinha.

## Turismo
Barra de São Miguel dispõe de boa estrutura turística, com hotéis, pousadas e restaurantes.

## Religião
No dia 17 de julho de 2010, foi criada a 1ª paróquia, com o nome de Paróquia de São Joaquim e Santa Ana.

## Galeria de imagens

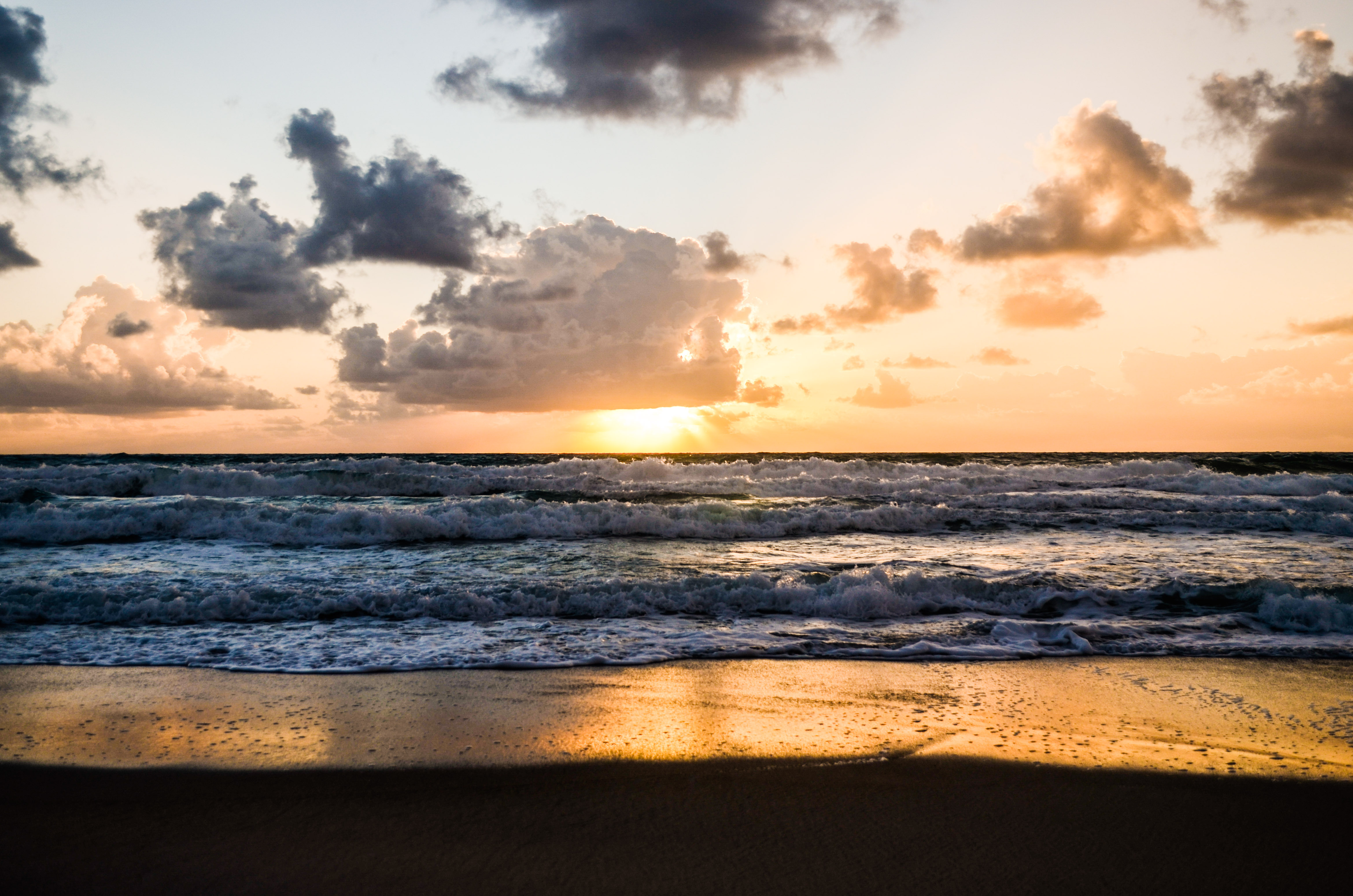
Orla da Barra
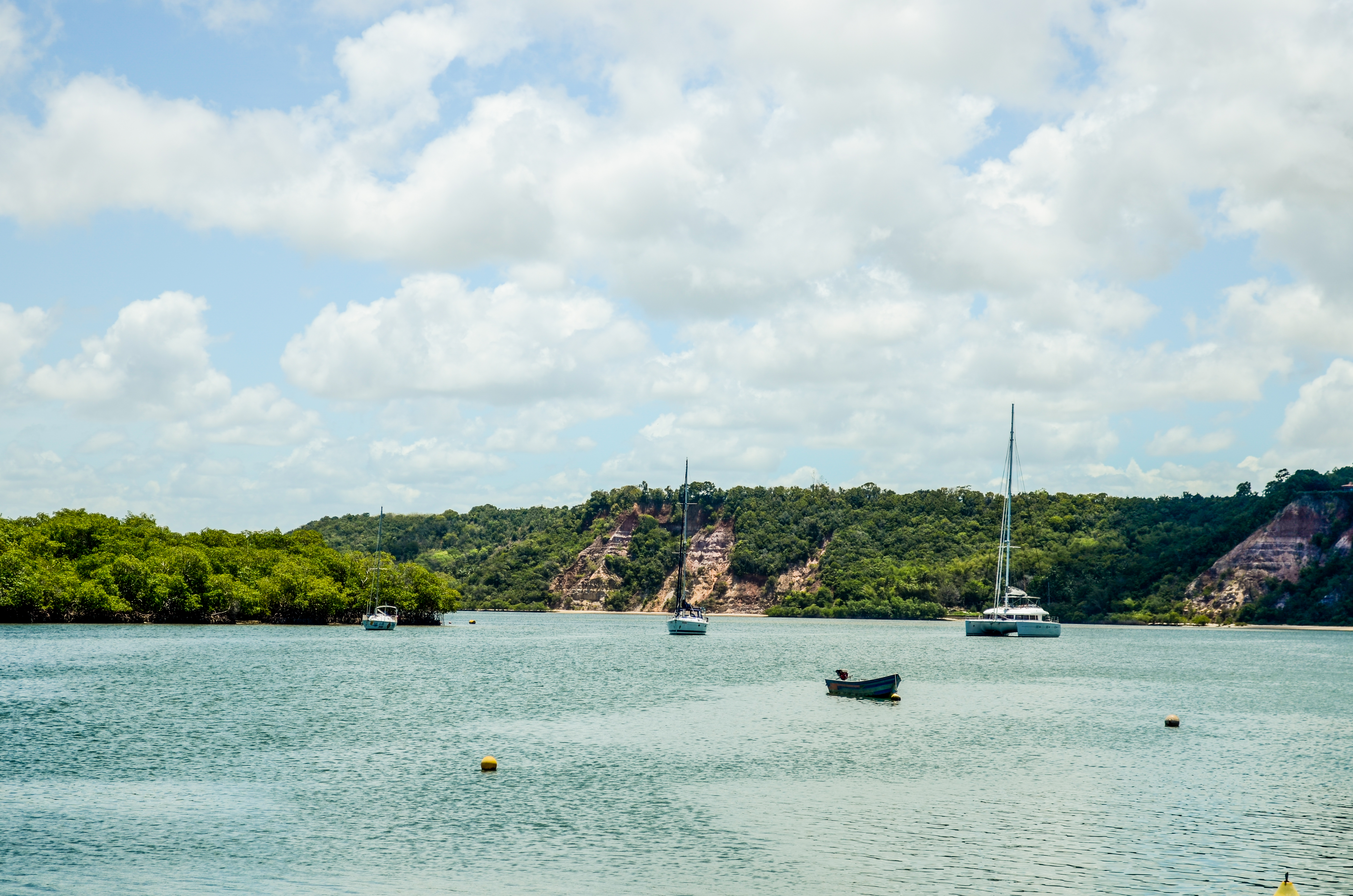
Lagoa do Roteiro
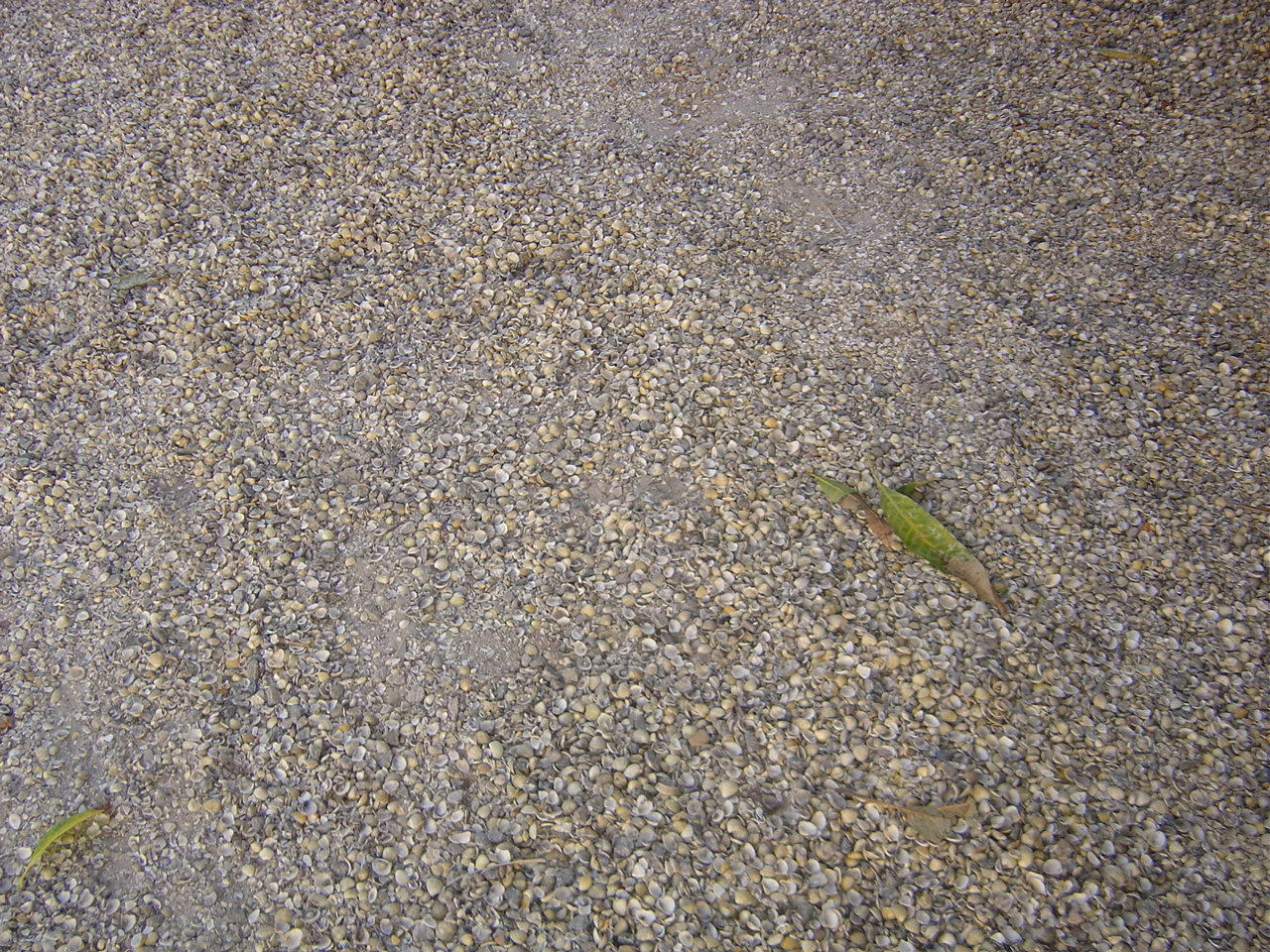
Chão de Conchas
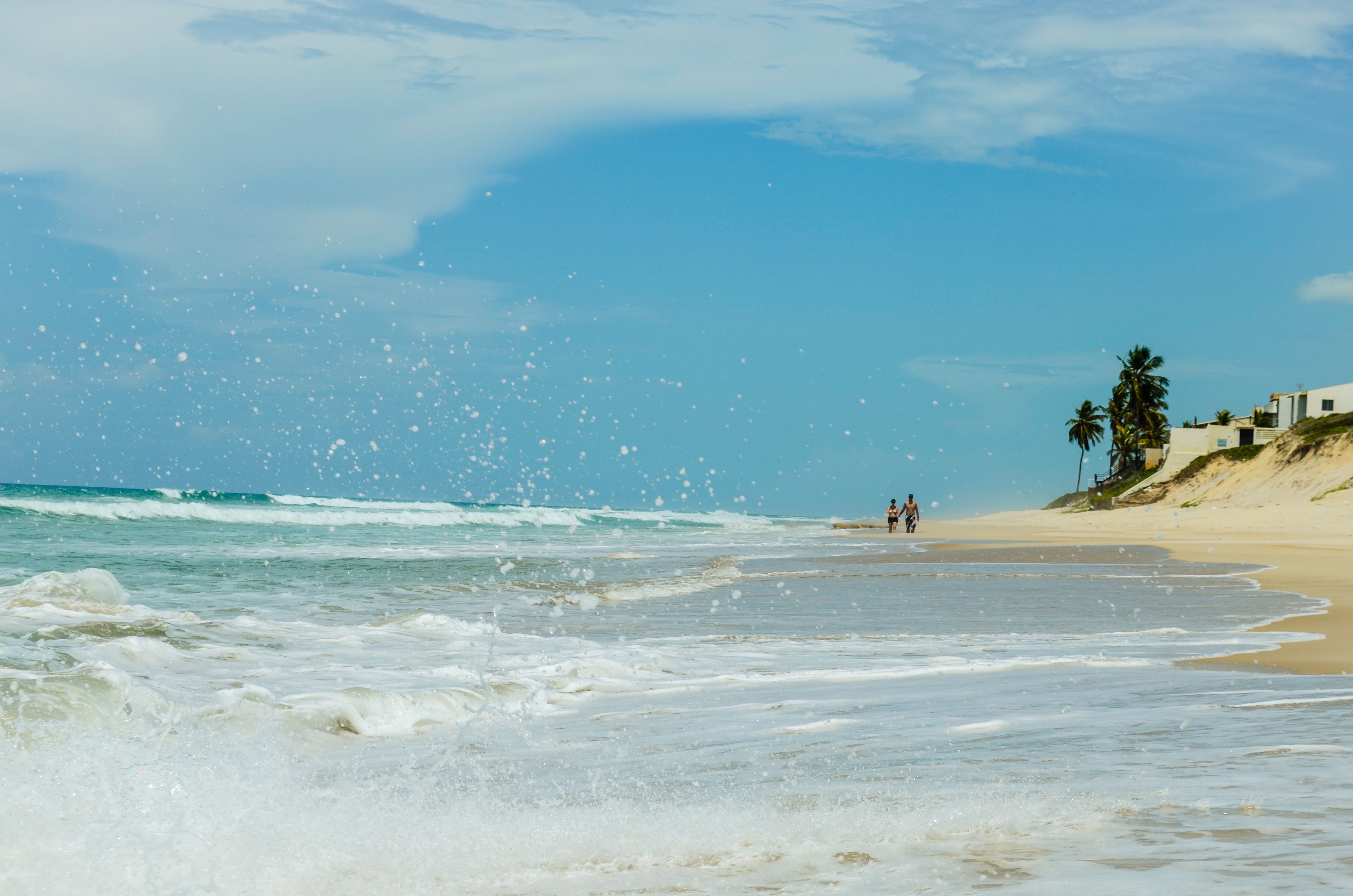
Orla
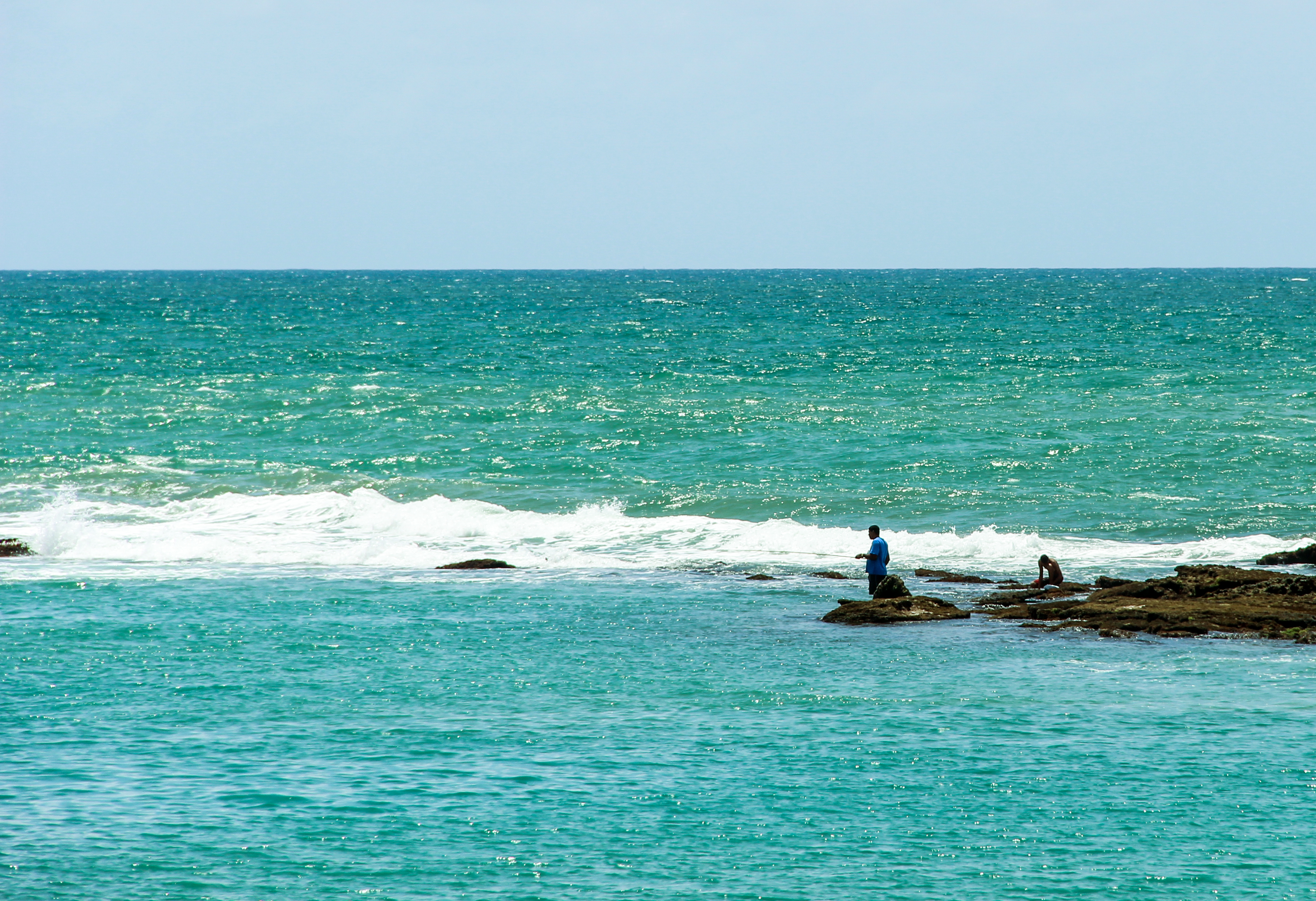
Barramar
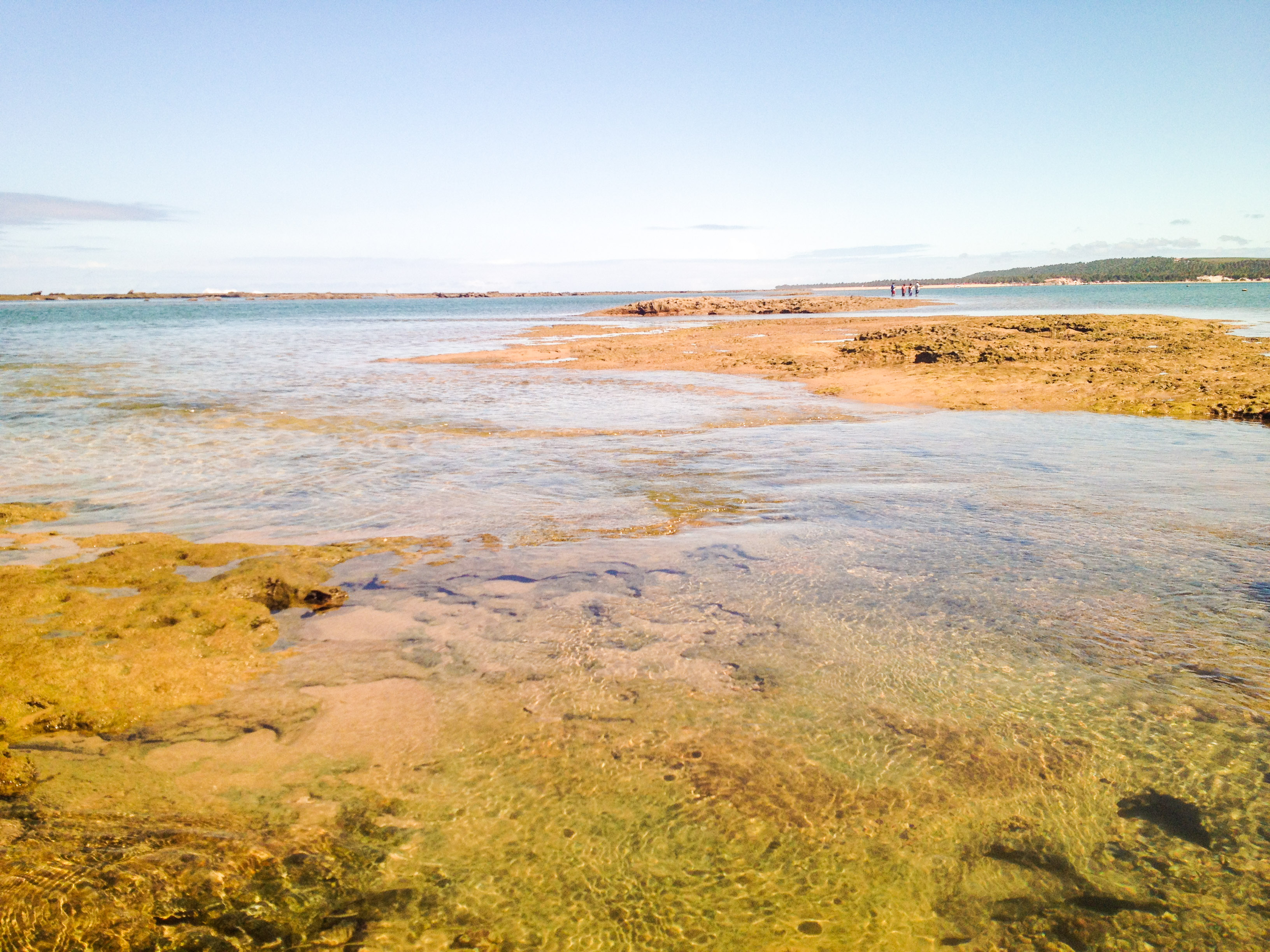
Recifes na Barra